# Алмазовы
Алма́зовы — древний русский дворянский род.

## Происхождение и история рода
Род ведёт начало от думного дьяка Ерофея (Ерифея) Ивановича, прозванного «Алмаз» († 1669). Ерофей Иванович был дьяком Казанского приказа (1640), Посольского приказа (1647), два раза (с 1654 по 1658 и с 1665 по 1667 годы) управлял Посольским приказом. Сын его, Семён Ерофеевич Алмазов  - стряпчий при посольстве в Польшу (с 07 мая 1658), ездил за государём (1659), рында при приёме польского посла (15 июня, в ноябре и 09 декабря 1659) и запорожских  посланников (09 октября 1659), рында у стола государева при греческих архиреях и запорожских послах (01 января 1660), состоял при посольстве в Польшу (с 25 января 1660 и с 09 февраля 1662), служил у стола государева (19 февраля 1664), был у фонаря государева на 2-й свадьбе царя Алексея Михайловича (22 января 1671), находился при постройке государева двора в Путивле (1672), сотенный голова у дворовых людей при въезде шведских послов (31 декабря 1673), и при встрече персидского посла (26 декабря 1674), стольник  (1675)  воевода в Курске (1675), ездил за царём (1679), думный дворянин (1687), умер в 1688 году.
Владели поместьями в Московском и Епифанском уездах.
Род записан в VI часть дворянской родословной книги Московской губернии. В этой губернии Алмазовы владели сёлами с усадьбами, в том числе деревня Алмазово, усадьба Алмазово, деревня Вешки, о которой А. Н. Греч писал:

В Вешках пришедшийся по вкусу палладианский план особенно интересен своими малыми размерами. Это архитектурная миниатюра, копия с копии наивного доморощенного мастера, многого не разглядевшего, многое прибавившего от себя.

## Описание герба
Герб рода Алмазовых внесен в Часть 5 Общего гербовника дворянских родов Всероссийской империи, стр. 98:

Щит разделен горизонтально на две части, из коих в верхней в красном поле крестообразно положены серебряные меч и стрела, летящая вниз. В нижней части в золотом поле изображен алмазный камень четвероугольной фигуры. Щит увенчан дворянскими шлемом и короной. Намет на щите красный, подложен золотом.

## Известные представители
- Алмазов Михаил Игнатьевич — нижегородский дворянин (1627), московский дворянин (1629).
- Алмазов Назарий Михайлович — стряпчий (1640), стольник (1658).
- Алмазов Дмитрий — дьяк (1658), московский дворянин (1673).
- Алмазов Дмитрий Ерофеевич — дьяк (1658), дворянин московский (1673), помещик Московского уезда (1685).
- Алмазов Иван Дмитриевич — стольник царицы Прасковьи Фёдоровны.
- Алмазов Иван Семёнович (1679—1645) — стольник царицы Прасковьи Фёдоровны (1692), капитан (1737), бригадир.
- Алмазов Иван Дмитриевич (1687- после 1737) — стольник цариц Прасковьи Фёдоровны и Евдокии Федоровны (в 1692 году), казначей московского монетного двора (1727—1737)[5][6].
- Алмазов Пётр Николаевич (1756—1815) — бригадир, Богородицкий уездный предводитель дворянства (1791—1794), жена княжна Мария Борисовна Голицына.
- Алмазов Борис Петрович (1789—1813) — участник войны с Наполеоном (1812).
- Алмазов Иван Петрович (1791—1812) — ранен в сражении при местечке Ровном (ему оторвало обе ноги).
- Алмазов Алексей Борисович (1855—1876) — портупей-юнкер 3-го гренадёрского Перновского полка, во время сербско-турецкой войны командовал ротой в батальоне княгини Наталии, убит в сражении[2].